# Banco Hipotecario del Uruguay
O Banco Hipotecario del Uruguay (BHU) é um banco uruguaio especializado em crédito hipotecário.